# 1370-ті до н. е.

## Правителі
- фараон Єгипту Аменхотеп III
- царі Міттані Арташшумара та Тушратта;
- цар Ассирії Еріба-Адад I;
- цар Вавилонії Кадашман-Елліль I;
- цар Хатті Суппілуліума I.